# Échangeur Saint-Pierre
Pour les articles homonymes, voir Saint-Pierre.
L'échangeur Saint-Pierre est un échangeur autoroutier en étages situé dans l'arrondissement de Lachine à Montréal. Il s'agit d'un échangeur sur deux niveaux.
Il relie la route 138 à l'autoroute 20 sur le territoire de l'ancienne ville Saint-Pierre, d'où le nom.
L'échangeur adopte un profil en T puisqu'il ne relie que deux routes, dont une se termine dans cet échangeur.
L'échangeur devrait être modifié par les travaux de reconstruction du complexe Turcot.

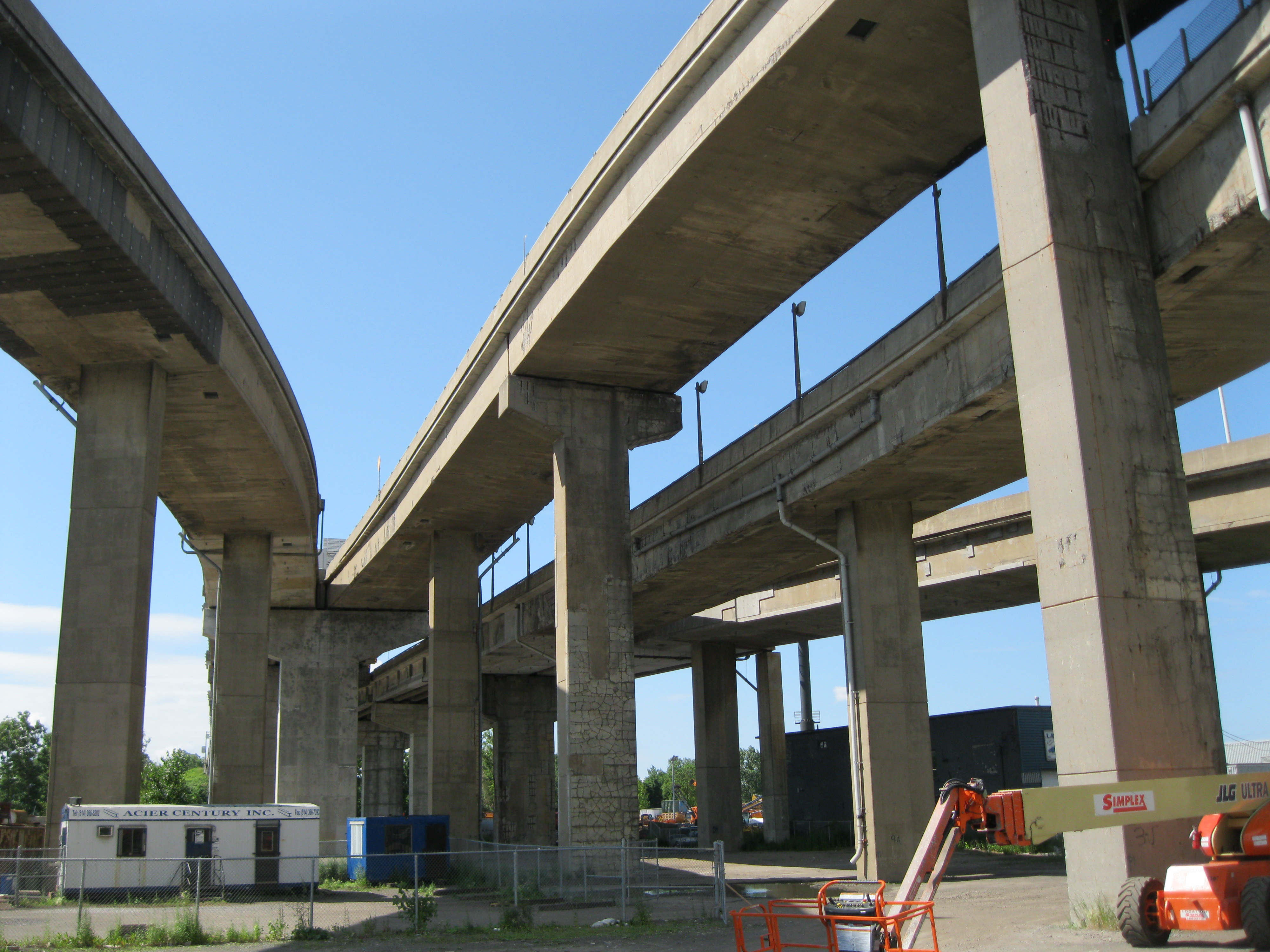
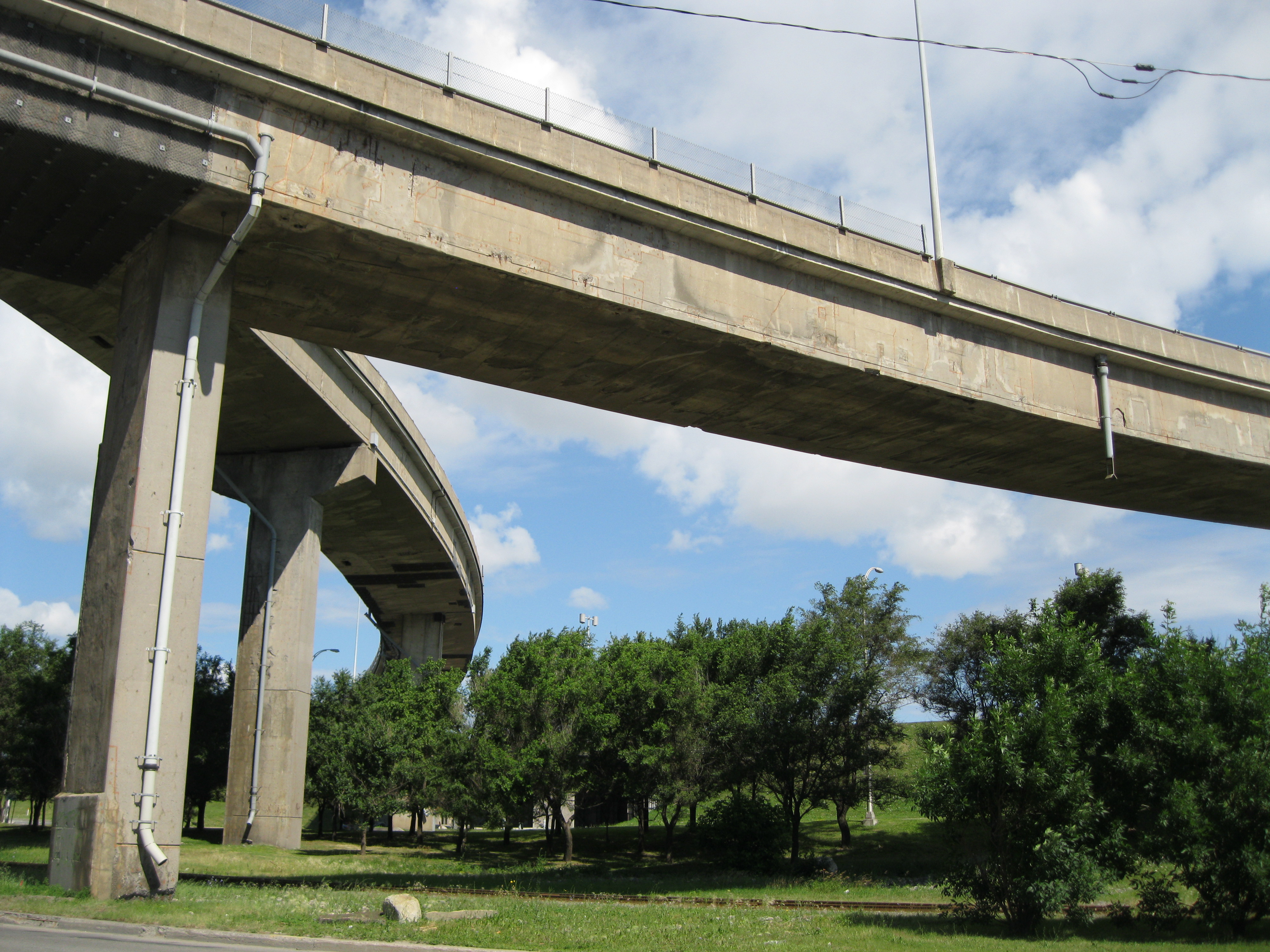
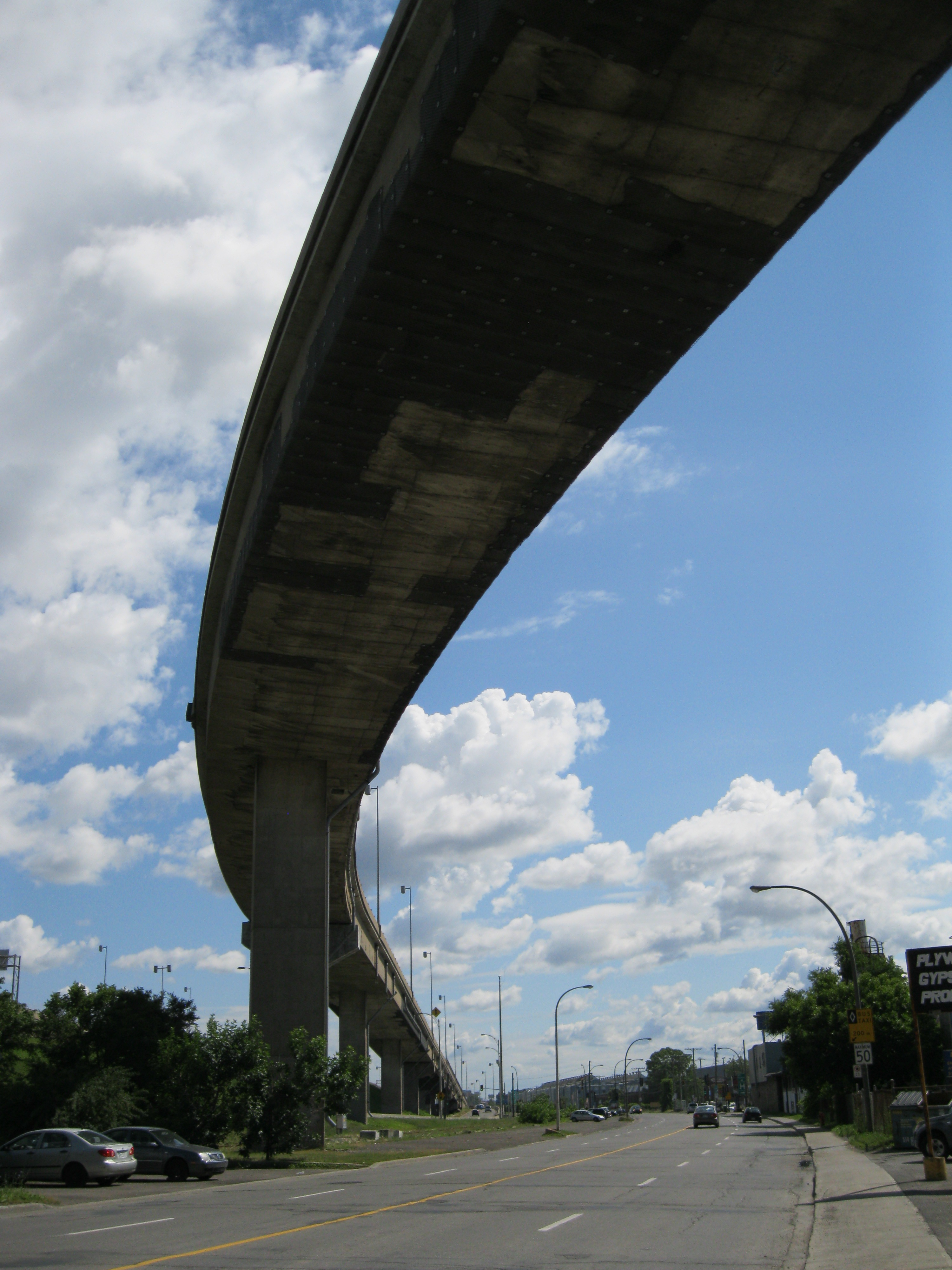
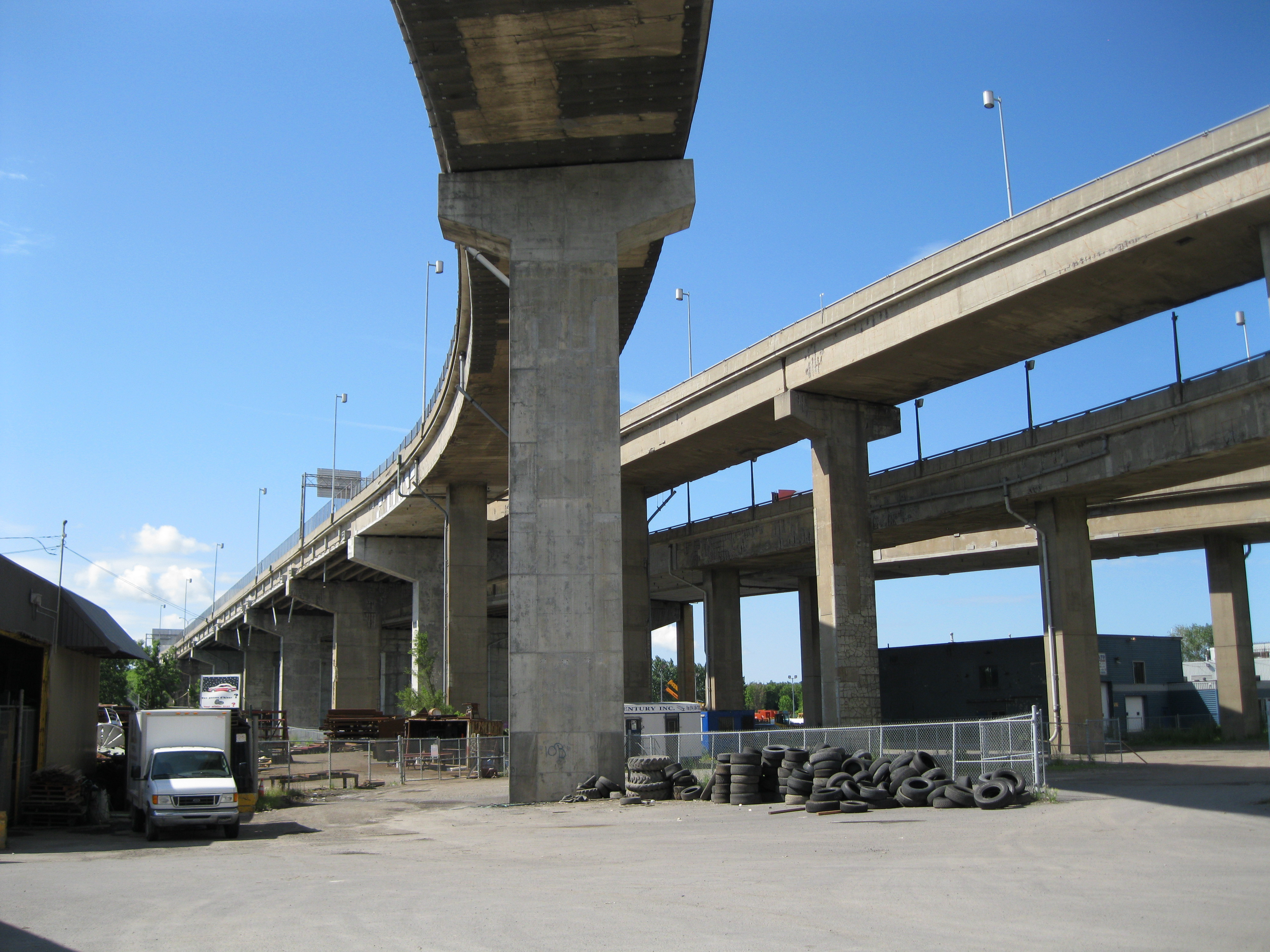
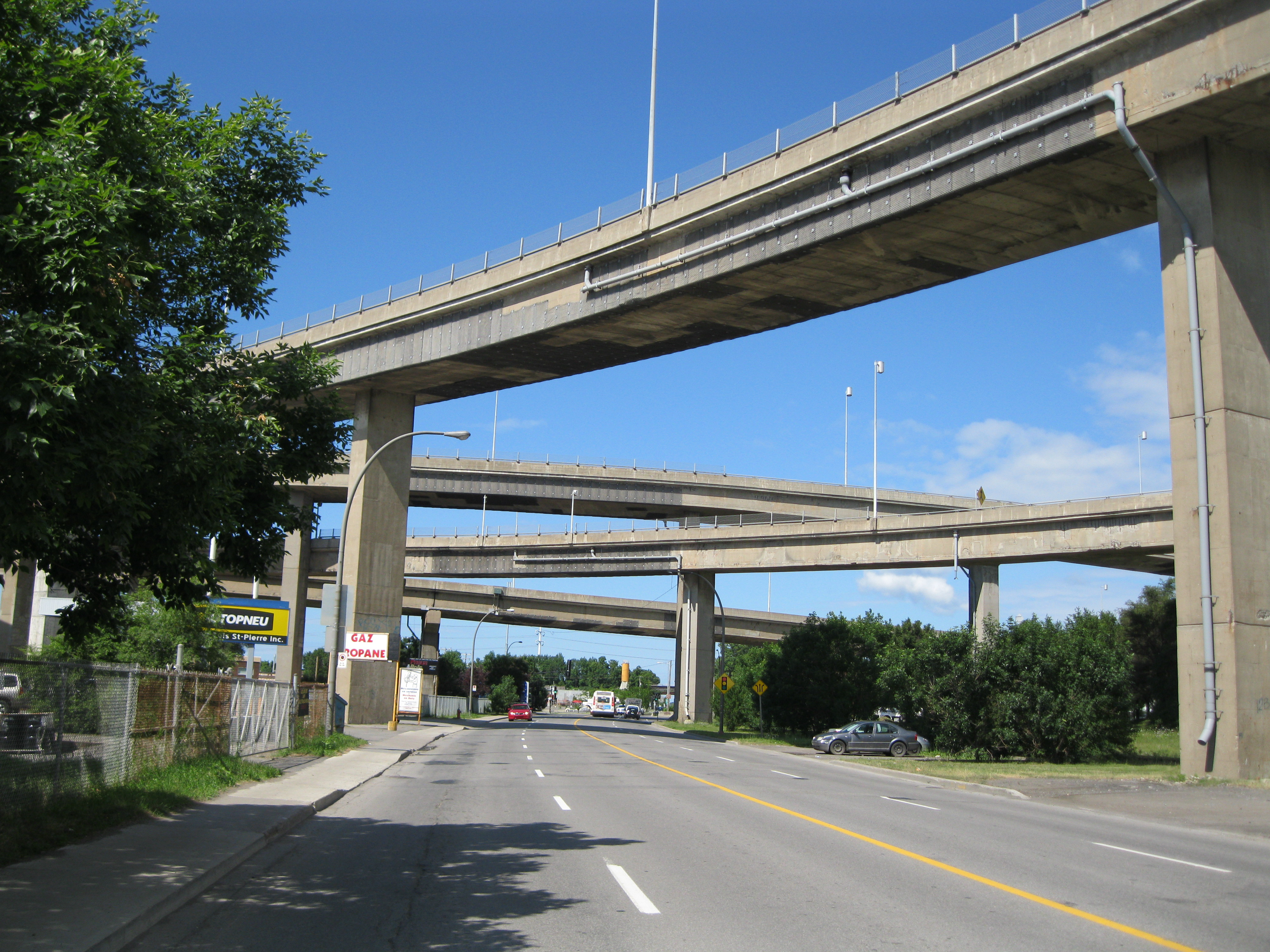